# Jan Verbeek
Jan Willem Verbeek (Rotterdam, 29 juli 1934 – aldaar, 10 november 2004) was een Nederlands bestuurder en politicus voor de Volkspartij voor Vrijheid en Democratie (VVD).

## Levensloop
Jan Verbeek werd geboren als zoon van de directeur van een scheepvaart- en expeditiebedrijf en een docente Frans. Hij studeerde economie aan de Nederlandse Economische Hogeschool te Rotterdam (voorloper Erasmus Universiteit Rotterdam) en aan de Vrije Universiteit Brussel. Beide opleidingen heeft hij niet voltooid. Hij doorliep tevens seminars aan de Harvard Business School.
Hij begon zijn carrière in het bedrijfsleven, eindigend met bestuursvoorzitter van het Nederlandse Omroep Stichting/Facilitair Bedrijf Nederlandse Omroep-Stichting van 1977-1994. Zijn politieke loopbaan begon in de jaren 60 met diverse partij politieke functies. Vanaf 1970 kwamen daar ook vertegenwoordigende politieke functies bij.
Jan Verbeek was getrouwd met Ankie Verbeek-Ohr overleden 27 augustus 1992, bij leven eveneens actief politica voor de VVD als o.a. Wethouder te Rotterdam. Samen hadden zij vier zonen.

## Partijpolitieke functies
- Vicevoorzitter van de JOVD
- Voorzitter van de VVD afdeling Rotterdam
- Fractievoorzitter van de VVD Provinciale Staten van Zuid-Holland
- Voorzitter van de VVD Kamercentrale Rotterdam
- Lid van het hoofdbestuur van de VVD
- Fractievoorzitter van de liberale fractie, Raadgevende Vergadering van de Raad van Europa

## Politieke functies
- Lid Rijnmondraad, van 1970 tot 1974
- Lid Provinciale Staten van Zuid-Holland, van februari 1971 tot 1 maart 1988
- Lid Eerste Kamer der Staten-Generaal, van 13 september 1983 tot 8 juni 1999
- Lid Raadgevende Vergadering van de Raad van Europa en de West-Europese Unie, van 7 mei 1990 tot 20 september 1999

## Gedelegeerde commissies, presidia etc
- Vicevoorzitter Parlementaire Vergadering van de Raad van Europa, van 1990 tot 1994
- Voorzitter vaste commissie voor Economische Zaken (Eerste Kamer der Staten-Generaal), van 25 juni 1991 tot 13 juni 1995
- Voorzitter vaste commissie voor Buitenlandse Zaken (Eerste Kamer der Staten-Generaal), van 27 juni 1995 tot 8 juni 1999

## Nevenfuncties
- commissaris en adviseur van ondernemingen
- hoofdingeland Hoogheemraadschap van Schieland
- vicevoorzitter Nederlands Omroepmuseum
- voorzitter cricketvereniging R.C. & V.V. "VOC" (Volharding Olympia Combinatie)
- lid Kamer van Koophandel en Fabrieken 't Gooi en omstreken
- lid Nederlandse delegatie naar de CVSE-Assemblée in Helsinki
- lid Nederlandse delegatie naar de CVSE-Assemblée in Wenen

- lid Raadgevende Interparlementaire Beneluxraad
- voorzitter Regionale Omroep Rotterdam-Rijnmond
- lid/vicevoorzitter dagelijks bestuur Stichting Humanitas te Rotterdam
- voorzitter Stichting Humanitas Huisvesting te Rotterdam

## Onderscheidingen
- Wolfert van Borselenpenning, 1979
- Ridder in de Orde van Oranje-Nassau, 1999

- Biografisch Portaal: 09934247
- Parlement.com: vg09llnswyzy